# Cutsew
Il cutsew o cutsaw (dall'inglese cut, tagliare, e sew, cucire) è un indumento simile alla camicia fatto di Jersey ed ha dei lacci intrecciati sullo scollo, come decorazioni. È un indumento presente principalmente nel Gothic Lolita giapponese.
Il termine deriva dalla combinazione dei termini inglesi cut e sew (tagliare e cucire), infatti i cutsew vengono prodotti con delle macchine da cucire che fanno cuciture a sorgetto, che tagliano il tessuto e lo ricuciono automaticamente.
La parola cutsaw deriva dalla pronuncia giapponese del termine cutsew.